# MNDO
計算化学において、MNDO法もしくはModified Neglect of Diatomic Overlap法とは、分子の電子構造を量子力学的に計算するための半経験的分子軌道法のひとつである。NDDO（Neglect of Diatomic Differential Overlap; 二原子微分重なりの無視）積分近似に基づく。類似する先行物として MINDO 法が挙げられる。マイケル・デュワーらにより、MOPACプログラムパッケージの一部として開発された。AMPAC、GAMESS (US)、PC GAMESS、GAMESS (UK)、Gaussian、ORCA、CP2Kなどのプログラムにも組込まれている。
その後、MNDO法は新手法のAM1およびPM3により置き換えられた。これらはMNDOと類似した手法であるが、パラメータ化の方法が異なっている。
ウォルター・ティールらにより、d関数を取り込んだMNDO/dと呼ばれる拡張もなされており、有機金属化合物に対して広く適用されている。これはGAMESS (UK)に組込まれている。
また、同じくウォルター・ティールらによるMNDOCでは、実験とのパラメータフィッティングつきの二次の摂動理論を用いた電子相関効果の計算が明示的に追加されている。これにより、この手法は電子相関が重要で、かつMNDOのトレーニングセット分子の基底状態における電子相関とは異なる系に対してより良い結果を与えるはずである。これには励起状態や遷移状態も含まれる。ただし、クラマーによれば（下記の参照文献を参照）「この形式が期待されるだけのポテンシャルを秘めているかどうかを評価できるほど、このモデルは他のNDDOモデルと比較されていない」という。

### MNDO
- Dewar, Michael J. S. (1977). “Ground states of molecules. 38. The MNDO method. Approximations and parameters”. Journal of the American Chemical Society 99 (15):  4899. doi:10.1021/ja00457a004.

### MNDO/d
- Thiel, Walter (1996). “Extension of MNDO to d Orbitals:  Parameters and Results for the Second-Row Elements and for the Zinc Group”. Journal of Physical Chemistry 100 (2):  616. doi:10.1021/jp952148o.
- Thiel, Walter (1996). “Perspectives on Semiempirical Molecular Orbital Theory”. Advances in Chemical Physics 93:  703. doi:10.1002/9780470141526.ch10. ISBN 978-0-470-14152-6.

### MNDOC
- Cramer, C. J. (2002). Essentials of Computational Chemistry. John Wiley. p. 135
- Thiel, Walter (1981). “The MNDOC method, a correlated version of the MNDO model”. Journal of the American Chemical Society 103 (6):  1413. doi:10.1021/ja00396a021.
- Thiel, Walter (1981). “MNDOC study of reactive intermediates and transition states”. Journal of the American Chemical Society 103 (6):  1420. doi:10.1021/ja00396a022.
- Schweig, Armin; Thiel, Walter (1981). “MNDOC study of excited states”. Journal of the American Chemical Society 103 (6):  1425. doi:10.1021/ja00396a023.